# Veljko Paunović
Veljko Paunović (* 21. August 1977 in Strumica) ist ein ehemaliger serbischer Fußballspieler und heutiger -trainer. Seit 2006 besitzt er auch die spanische Staatsangehörigkeit.

## Spielerkarriere

### Verein
Der Sohn des ehemaligen jugoslawischen Nationalspielers und Trainers Blagoje Paunović durchlief alle Jugendmannschaften des serbischen Traditionsvereins FK Partizan aus Belgrad. Nachdem er eine Saison in der ersten Mannschaft von Partizan gespielt hatte, wechselte er 1995 zum spanischen Verein CA Marbella. Eine Saison später kam der Wechsel zu Atlético Madrid zustande, für die er in den kommenden sechs Jahren auflief. Er spielte für die erste und die zweite Mannschaft des Vereins. Während dieser Zeit bei Atlético wurde er zweimal an RCD Mallorca und einmal an Real Oviedo ausgeliehen. Mit Mallorca stand er 1999 im Finale des Europapokal der Pokalsieger. Aber seine beste Saison hatte er 2002/03, als er zu CD Teneriffa wechselte. In 38 Ligaspielen erzielte er 18 Tore in der Segunda División. Im Januar 2005 wurde Paunović als „Wunschspieler“ des damaligen Trainers Ewald Lienen gegen den Willen des Managers Ilja Kaenzig von Hannover 96 verpflichtet. Nach nur sechs Einsätzen ohne Torerfolg wurde sein Vertrag Ende April 2005 bereits wieder aufgelöst. Nach weiteren Stationen beim FC Getafe, Rubin Kasan und UD Almería wechselte er am 12. Juli 2008 zurück zu Partizan. Dort unterschrieb er einen Vertrag über zwei Jahre.
Am 24. Dezember 2008 erklärte er seinen Rücktritt als Fußballspieler, doch am 29. Juni 2009 absolvierte Paunović ein Probetraining bei den New York Red Bulls. Er weigerte sich aber anschließend einen angebotenen Ein-Jahres-Vertrag anzunehmen. Im Mai 2011 wechselte er zu Philadelphia Union, als Ersatz für Carlos Ruiz, der wegen Verpflichtungen mit der Nationalmannschaft von Guatemala nicht spielen konnte. Paunović stand erst im Aufgebot der Philadelphia Union Reserve. Sein Debüt in der Major League Soccer gab er am 18. Juni 2011. Zwei Spieltage später erzielte er sein erstes Tor für die Mannschaft. Am 18. Januar 2012 gab Paunović sein Karriereende bekannt.

### Nationalmannschaft
2002 gab Paunović sein Debüt für die Fußballnationalmannschaft der Bundesrepublik Jugoslawien gegen Mexiko. Sein erstes Länderspieltor erzielte er in seinem zweiten und zugleich letzten Einsatz am 28. April 2004 gegen die Nationalmannschaft Nordirlands, diesmal jedoch für die Serbisch-montenegrinische Fußballnationalmannschaft, Nachfolger der Nationalmannschaft der Bundesrepublik Jugoslawien.

## Trainerkarriere
Nachdem Veljko Paunović zwischen 2012 und 2015 für den serbischen Fußballverband die U18-, U19- und U20-Auswahl trainierte, arbeitete er ab 2016 als Trainer von Chicago Fire in der Major League Soccer. Nach der Saison 2019 wurde er durch Raphael Wicky ersetzt. Ende August 2020 übernahm er eine Woche vor Saisonbeginn den englischen Zweitligisten FC Reading. Im Februar 2022 wurde er unmittelbar nach einem 3:2-Sieg gegen Preston North End entlassen, in den vorangegangenen 15 Partien waren nur zwei Siege gelungen.
Am 1. November 2022 wurde bekannt gegeben, dass Paunović mit sofortiger Wirkung den Trainerposten bei Deportivo Guadalajara übernimmt. Bei seinem Einstand am 23. Dezember 2022 gelang ihm ein 2:1-Sieg bei den UANL Tigres in einem Spiel um die Copa Sky 2022. Bei diesem Turnier konnte seine Mannschaft sich für das Finale qualifizieren, unterlag dort aber gegen den Ligakonkurrenten CD Cruz Azul. Im Dezember 2023 verkündete Paunović  seinen Abschied von Deportivo Guadalajara.
In der Saison 2024/25 gelang ihm als Trainer von Real Oviedo der Aufstieg zurück in die Primera División.